# Tijmen Graat
Tijmen Graat (Maashees, 10 de enero de 2003) es un ciclista profesional neerlandés que milita en las filas del conjunto Team Visma | Lease a Bike.

## Trayectoria
Tijmen Graat se inició en el ciclismo de forma competitiva en 2019 tras unos inicios en el fútbol, deporte que tuvo que interrumpir por una lesión en el tobillo. En 2021, terminó 14.º en los Tres Días de Axel. Se incorporó al año siguiente por tres años a la formación Jumbo-Visma Development, equipo reserva del Jumbo-Visma. Destacó en el circuito UCI al ocupar el puesto 13 en el Tour de Alta Austria y el 15 en el Tour de Alsacia. En 2023, ganó la clasificación general del Istrian Spring Trophy en Croacia gracias a un éxito en solitario en la cima del pueblo de Motovun durante la segunda etapa. Al mes siguiente, ganó el Gran Premio Palio del Recioto en Italia.

## Palmarés
2023
- Istrian Spring Trophy, más 1 etapa
- Gran Premio Palio del Recioto